# Muraltia pubescens
Muraltia pubescens är en jungfrulinsväxtart som beskrevs av Dc.. Muraltia pubescens ingår i släktet Muraltia och familjen jungfrulinsväxter. Inga underarter finns listade i Catalogue of Life.